# TT232
TT232 (Theban Tomb 232) è la sigla che identifica una delle Tombe dei Nobili ubicate nell'area della cosiddetta Necropoli Tebana, sulla sponda occidentale del Nilo dinanzi alla città di Luxor, in Egitto. Destinata a sepolture di nobili e funzionari connessi alle case regnanti, specie del Nuovo Regno, l'area venne sfruttata, come necropoli, fin dall'Antico Regno e, successivamente, sino al periodo Saitico (con la XXVI dinastia) e Tolemaico.

## Titolare
TT232 era la tomba di:
| Titolare | Titolo                                       | Necropoli       | Dinastia/Periodo  | Note                                                    |
| -------- | -------------------------------------------- | --------------- | ----------------- | ------------------------------------------------------- |
| Tharwas  | Scriba del divino sigillo del tesoro di Amon | Dra Abu el-Naga | Periodo Ramesside | versante nord della collina; sopra e a ovest della TT20 |

## Biografia
Unica notizia ricavabile è il nome del padre, Washebamunheref.

## La tomba
Si ritiene che la tomba sia stata originariamente realizzata agli inizi della XVIII dinastia per Minmonth, detto Senires, Primo Profeta di Amon durante il regno di Ahmose I, i cui coni funerari, nonché alcune suppellettili a lui intestate, sono stati rinvenuti poco distante dall'ingresso; la stessa sarebbe perciò successivamente stata usurpata, in periodo ramesside, da Tharwas, probabilmente non egizio. Planimetricamente TT232 si sviluppa partendo da un portico con dieci pilastri e due paraste; da questo si diparte un corridoio ortogonale al portico il cui soffitto è sorretto da dieci pilastri.
Scarse sono le rimanenze pittoriche parietali: un architrave (1 in planimetria) reca i resti di un fregio rappresentante il defunto in adorazione di una sfinge e, ai lati del corridoio di accesso (2-3) resti di fregio con il defunto in adorazione di una sfinge su un pilone templare. Un breve corridoio dà accesso a una sala più interna con soffitto astronomico: all'esterno la barca divina, più al centro la dea Nut sorregge il disco solare con babbuini adoranti su entrambi i lati e due divinità; poco oltre la dea ippopotamo Tueris con due altre divinità tra i resti di rappresentazione delle costellazioni settentrionali.

### Annotazioni
1. ↑  La numerazione dei locali e delle pareti segue quella di Porter e Moss 1927, p. 326.
2. ↑  La prima numerazione delle tombe, dalla numero 1 alla 253, risale al 1913 con l'edizione del "Topographical Catalogue of the Private Tombs of Thebes" di Alan Gardiner e Arthur Weigall. Le tombe erano numerate in ordine di scoperta e non geografico; ugualmente in ordine cronologico di scoperta sono le tombe dalla 253 in poi.
3. ↑  I campi della Duat, ovvero l'aldilà egizio, si trovavano, secondo le credenze, proprio sulla riva occidentale del grande fiume.
4. ↑  Nella sua epoca di utilizzo, l'area era nota come "Quella di fronte al suo Signore" (con riferimento alla riva orientale, dove si trovavano le strutture dei Palazzi di residenza dei re e i templi dei principali dei) o, più semplicemente, "Occidente di Tebe".
5. ↑  le Tombe dei Nobili, benché raggruppate in un'unica area, sono di fatto distribuite su più necropoli distinte.
6. ↑  Le note, sovente di inquadramento topografico della tomba, sono tratte dal "Topographical Catalogue" di Gardiner e Weigall, ed. 1913 e fanno perciò riferimento alla situazione dell'epoca.
7. ↑  In uno dei dipinti parietali una barca reca il nome di Ahmose I.

### Fonti
1. ↑  Gardiner e Weigall 1913.
2. ↑  Donadoni 1999,  p. 115.
3. ↑  Gardiner e Weigall 1913, p. 36.
4. 1 2  Porter e Moss 1927,  p. 328.
5. ↑  Gardiner e Weigall 1913, pp. 36-37.
6. ↑  Gardiner e Weigall 1913, p. 37.
7. ↑  Porter e Moss 1927,  p. 329.